# Ellery Queen en Wrightsville
Con La ciudad desgraciada (1942) Ellery Queen presenta por primera vez la pequeña ciudad de Wrightsville en Nueva Inglaterra, el lugar donde varias de las novelas y relatos cortos de Ellery se ambientarán a lo largo de las tres décadas siguientes.  Wrightsville se muestra como una típica población de los EE. UU. en donde la gente vivía, trabajaba y moría en un ambiente de decencia e independencia.  Un pueblo enterrado en el corazón de la gran América rodeado de cultivos de maíz, donde cada ciudadano podía respirar libremente el aire, aunque la industria empezaba ya a tener su influencia.   En su origen y a nivel criminal, la ciudad parece haberse  inspirado en el escenario de la película Sospecha (1941) de Alfred Hitchcock. Por supuesto el ambiente de Wrightsville, la gente, la trama, los detalles, el marco general, y todo lo demás son totalmente originales según la propia visión de Queen. 
Por otra parte, el mundo de Wrightsville parece haber influido a su vez en posteriores trabajos en el género de misterio y, especialmente, en otra extraordinaria película de Alfred Hitchcock La sombra de una duda (1943) cuyo  guionista principal fue Thornton Wilder. Su famosa obra Our Town” (1938) sin duda motivó detalles de Wrightsville pero la película de Hitchcock, a pesar de cierta semejanza con la  Grover‘s Corner de Our Town tiene más puntos de contacto con el Wrightsville de Queen. La joven Charlie (interpretada en el film por Teresa Wright) es una imagen cinematográfica casi perfecta de Pat Wright en la novela de Ellery, hasta el punto de que incluso sus padres aparecen mostrados como banqueros.
Richard y Douglas Dannay han indicado desde entonces que era la poesía la que inspiró Wrightsville: "Spoon River Anthology" (“La tragedia de las equivocaciones”, 1999). Este es un libro de Edgar Lee Masters (1.914-15), que consiste en una colección de poemas/epitafios. En él los muertos en “el cementerio de la colina” transmiten detalles de sus vidas. La ciudad ficticia de Spoon River toma el nombre del río que corría cerca de su ciudad natal. Al igual que los peregrinos de Chaucer, los 244 personajes que hablan en sus epitafios representan casi todos los ámbitos de la vida - desde Daisy Frazer, la prostituta de la ciudad, a Hortense Robbins, que había viajado por todas partes, alquiló una casa en París y se codeó con la nobleza, o de Chase Henry, el borracho de la ciudad, a Perry Zoll, el destacado científico, o William R. Herndon, el socio legal de Abraham Lincoln. Este enfoque innovador se entrelaza con recuerdos de la infancia de antiguos residentes de Lewistown y Petersburg, Illinois dando lugar a lo que era realmente una comunidad, un microcosmos, no una colección de individuos. 
La población de Wrightsville es así una ciudad modélica, con un Parque Memorial, un río que la bordea y en la redonda plaza Mayor el monumento a Jezreel, antepasado lejano del banquero John F Wright y fundador de la ciudad en 1702.  Varias vías irradian desde este centro neurálgico, una de las cuales la gran avenida en donde está el Wrightsville National Bank, al ayuntamiento edificado con ladrillos rojos, la Biblioteca Carnegie y más allá los grandes edificios residenciales. En el Lower Main se hallan los almacenes comerciales, las oficinas del “Wrightsville Record”,  el “nuevo” edificio de Correos, el teatro “Bijou”, la notaría o la heladería de Al Brown.
Wrightsville está poblada de personajes fácilmente reconocibles: la chismosa miss Emmeline Dupré, conocida popularmente como  “el pregonero de la ciudad”, y que enseña danza y teatro a los niños.; Tom Anderson,  el borracho  oficial; la señorita Gladys Hemmingworth, editora de sociedad de “Record”; el policía Anselmo Newby, que se hizo cargo del tema tras la jubilación del jefe Dakin; el fiscal Odham, más amistoso hacia el detective Queen que si predecesor  Art Chalanski, y otros más
En "La década prodigiosa” se dice que Howard Van Horn vive en un pueblo de Nueva Inglaterra, también en “Crímenes al por mayor” se citan las laderas de las poderosas montañas de Nueva Inglaterra. En “El asesino es un Fox” (1945), sin lugar a dudas lo identifica como ubicado en el estado de Nueva York al igual que sucede en varios de los relatos breves. Para llegar a Nueva York se podía coger un avión de conexión en Boston. Está claro que la zona este del Estado de Nueva York, desempeña un papel especial en la vida de Ellery Queen. Los creadores vivieron allí durante la mayor parte de su vida y muchas de las historias se desarrollan allí, incluso en "El golpe final” ("The Finishing Stroke")  sus principales figuras viajan a través de la región. 
El pequeño aeropuerto de Wrightsville está situado en el norte del valle entre las colinas Twin Hills y las estribaciones de los montes Mahogany. El North Hill Drive corre directamente hacia el sur. Fidelty es un pequeño pueblo al oeste de Wrightsville. 
El “ciclo de Wrightsville" comprende:  “La ciudad desgraciada” (1942),  “El asesino es un Fox” (1945),  “La maravilla de diez días” (1950), “Crímenes al por mayor” (1950), “El rey ha muerto” (1952, un capítulo), “La muerte de Don Juan” (1962, relato breve) y “La última mujer en su vida” (1970).

## La ciudad desgraciada
Ellery Queen abandona Nueva York por este pequeño lugar de Nueva Inglaterra con el fin de obtener un poco de paz y tranquilidad para escribir su próximo libro. Como resultado de alquilar una casa amueblada, se ve involucrado en la historia de Jim Haight y Nora Wright. El padre de Nora, presidente del Banco Nacional de Wrightsville, encabeza la “familia más antigua de la ciudad”,  y cuando la cajero jefe del banco, Jim Haight se comprometió con su hija Nora, construiyó y equipó una casa para ambos como regalo de bodas. Eso fue hace tres años, pero el día antes de la boda, Jim Haight desapareció, la boda quedó congelada, y la casa "gafe" llegó a ser conocida como "la casa calamidad". Ellery la alquila, justamente antes del regreso de Jim Haight, cuando la boda se concierta de nuevo. Ellery encuentra alguna evidencia de que Jim tiene la intención de envenenar a Nora y, después de la boda, ella muestra algunos síntomas de envenenamiento por arsénico. Sin embargo, es Rosemary Haight,  la hermana del novio, quien muere luego de beber un cóctel envenenado. Jim es juzgado por el asesinato y solo después de algunos acontecimientos sorprendentes y trágicos  Ellery acaba desvelando la identidad del auténtico asesino.

## El asesino es un Fox
En su regreso a Wrightsville Ellery Queen investiga un asesinato que tuvo lugar tiempo atrás y que ha arruinado las vidas presentes de los miembros de la familia Fox. "Durante los doce años después de la muerte de la madre de Davy, Jessica, y del juicio de su padre, Davy Fox ha sufrido una tortura interior. Davy sabía que su padre amaba a su esposa... y sabía que iba a matarla. No sabía cuándo iba a suceder, pero cuando un hombre ha nacido para ser un asesino, es solo cuestión de tiempo antes de que él confirme  su destino desde el nacimiento. 
El amor resulta ser una cuestión de vida o muerte, y es esa la opción que Ellery debe decidir al cabo de doce años de los hechos.  El autor trabaja a fondo el ambiente de la pequeña ciudad y la psicología de todos los personajes, aunque la tardía resolución se basa en evidencias necesariamente muy endebles.

## La maravilla de diez días
Howard Van Horn, hijo del millonario Diedrich Van Horn, acude a Ellery Queen, con el ruego de que  investigue lo que ha podido estadr haciendo durante un reciente ataque de amnesia. Ello hace regresar a Ellery  hasta Wrightsville y descubrir lo que parece ser un triángulo amoroso con la madrastra de Howard, la bella joven de Sally, motivo de escándalo para la mentalidad de la pequeña población. Una serie de pequeños delitos y poco comunes en los siguientes nueve días parecen ser cometidos por Howard durante crisis amnésicas, y Ellery Queen se da cuenta de la extraña estructura en que se basa la serie de hechos. Pero es solo después del asesinato de un Van Horn y el suicidio de otro miembro de la familia cuando Ellery Queen puede revelar el terrible patrón de los eventos subyacentes y dejar al descubierto las razones del criminal.
Todos los asesinatos Wrightsville están bien escritos, con más atención al desarrollo de los caracteres y al sentido del humor. La forma en que algunas de las historias en Wrightsville se interconectan se añade a la diversión, pero este es el periodo en que Queen experimenta con el minimalismo, despojando su trabajo de las características fundamentales de etapas anteriores basadas sobre todo en la lógica deductiva. Eso es especialmente apreciable en "La maravilla de diez días", con sus retratos brillantes aunque un tanto grandilocuentes, en la que Ellery entra en una gran inseguridad, casi renunciando a su actividad detectivesca, aunque terminando el relato con una doble vuelta de tuerca.
El libro se convirtió en una película en 1971, La década prodigiosa, dirigida por Claude Chabrol y protagonizada por Orson Welles, Anthony Perkins y Marlène Jobert en el triángulo central y Michel Piccoli como "Pablo Regis", (en sustitución de Queen) como investigador y testigo de los hechos.

## Crímenes al por mayor
El escritor y detective Ellery Queen es convocado a la pequeña ciudad de Wrightsville para investigar la muerte del borracho del pueblo. Después de recibir cartas anónimas que implican un vínculo entre el aparente asesinato de Tom Anderson con la muerte supuestamente natural del adinerado Lucas MacCaby y el aparente suicidio del arruinado John Hart, Ellery es visitado por la hija de Anderson, que el borracho mendigo había llamado Rima y criado de manera totalmente libre.  Aunque educada para su edad, la tímida muchacha no tiene conocimiento del mundo, sin ninguna experiencia social. Es ella quien pide a Ellery investigar la su muerte de su padre. 
Las únicas conexiones que el escritor puede encontrar entre los fallecidos es su relación con el doctor Dodd y su jardinero, que había sido jardinero que tanto del hombre rico como del pobre, y amigo del borracho Anderson.  Cuando un tercer amigo de éste, el ladrón de la ciudad, es muerto en defensa propia por el doctor Winship, asociado al doctor Dodd, Ellery nota un patrón infantil en las víctimas: “Rich man, poor man, beggar man, thief” (hombre rico, hombre pobre, mendigo, ladrón). La siguiente línea con que comienza la rima: "doctor, abogado..."  lleva a Ellery a asumir que el doctor Dodd es el siguiente, a pesar de que había empezado a sospechar de él.  Mientras tanto, el doctor Winship y Rima deciden casarse. 
El trazado de los personajes es sólido y la trama no mantiene la fórmula típica de la novela policíaca lógica, sino más bien sigue la pauta de los Diez negritos (Ten Little Indians) de Agatha Christie, basada también en una canción infantil, con más víctimas que van cayendo durante la investigación y múltiples sospechosos, sobre todo después de que Ellery se entera de que existen varias terminaciones para la canción: "jefe indio ","jefe mercader”, "mercader, jefe".  Y que una persona en Wrightsville ha acostumbrado llamarle siempre: “jefe”.

## El rey ha muerto
Ellery se enfrenta a un clásico problema de “habitación cerrada” en un relato en el que más que “quién” lo hizo importa el “cómo”.  El fabricante de armas King Bendigo es el hombre vivo más rico, y lo que King quiere, lo obtiene. Lo que quiere son los poderes de investigación de Ellery Queen y de su padre , el detective de homicidios de Nueva York Richard Queen, con el fin de investigar algunas cartas de amenaza. Bendigo tiene un enorme aparato de seguridad en su entorno que es capaz de hacer frente a las amenazas que involucran a  gobiernos soberanos, pero estas amenazas son más personales. 
Ellery y su padre son transportados a la isla privada de Bendigo y pronto determinan que las amenazas se originan dentro de la familia del King. El rey tiene dos hermanos, su ayudante Abel y el borracho Judá, y Karla la hermosa esposa de King que completa la lista de sospechosos. Judá no oculta el hecho de que es él quien ha dado origen a las amenazas, y anuncia que va a disparar contra King exactamente a la medianoche del 21 de junio. En ese momento, el Rey se encierra en una habitación herméticamente cerrada acompañado solo por su esposa, Judá se encuentra en observación de Ellery y armado solo con una pistola sin balas. 
A la medianoche, Judá levanta la pistola y simula un disparo, y King se desploma herido de un balazo. Karla cae bajo sospecha, pero no se encuentran armas en su persona o en cualquier lugar de la sala; de manera similar, Judá no puede haber tenido una bala en su poder, después de haber sido registrado en varias ocasiones. Cuando Ellery se entera de que la familia Bendigo es originaria de su refugio familiar de Wrightsville, viaja allí para hacer una investigación de los primeros años de vida de King. A su regreso a la isla privada, resuelve el crimen con dramáticos y letales efectos que llevan a un final explosivo.

## La muerte de Don Juan
Es un relato corto que forma parte de “Queen’s Full”. En el teatro Bijou de Wrightsville, el envejecido actor Foster Benedict parece empeñado en convertir la representación dramática sobre Don Juan en una absoluta farsa. Pero al levantarse el telón en el segundo acto de la obra, Foster aparece muerto en su camerino, musitando una pista, y Ellery tiene que enfrentarse a un buen grupo de sospechosos pues el actor parece no haber creado demasiadas simpatías en la ciudad.

## La última mujer en su vida
Cuando Ellery Queen y su padre tras un caso complicado desean pasar unos tranquilos días de pesca en Wrightsville. un amigo de la universidad, Johnny Benedict  les ofrece una casa de campo en su finca.  Más tarde, Johnny le muestra al viejo Queen un testamento ológrafo en el que expresa su nueva voluntad que quiere formalizar al día siguiente. Mientras Ellery curiosea, escucha como Johnny les dice a sus tres exesposas, en presencia de su abogado, que va a revocar su promesa de dejar un millón de dólares a cada una en su testamento. 
Esa  misma noche Ellery recibe una llamada telefónica desesperada de Johnny, que ha sido atacado en su dormitorio y apenas puede balbucear una sílabas. Cuando Ellery y su padre llegan a la casa de Johnny está muerto.  La búsqueda desde las colinas de Vermont a Nueva York de la mujer nombrada en el nuevo testamento es infructuosa, pues las pistas son escasas. El final, aunque preparado con cuidado por el escritor a lo largo de la novela, sigue siendo una gran sorpresa.  
Gran parte de la amenidad de este libro se basa en la presentación de  las tres principales sospechosas, todas ellas exesposas del hombre asesinado. Johnny, un rico playboy, amante de bailarinas, estríperes y aspirantes a estrellas.con notables dotes físicas, pero no especialmente brillantes.  Otros personajes femeninos aparecen muy inteligentes, compensando así lo que podría ser tomado como una representación paternalista o sexista de las mujeres. Sorprendentemente, el libro aborda algunos temas sociales. Fue publicado en 1969, en un momento en que los derechos de la mujer, el orgullo gay y los derechos raciales estaban siendo forjados en América. Ellery Queen es capaz de jugar con estos temas, que tienen la edad suficiente para recordar el sabor de los revolucionarios años 60 y 70.

## Enlaces
- Ellery Queen - a website on deduction

- Datos: Q5829776